# Steve Purdy
Steven Francis Gordon Purdy (Bakersfield, 5 febbraio 1985) è un ex calciatore statunitense naturalizzato salvadoregno, di ruolo difensore.

## Carriera

### Club
Dopo aver giocato una stagione nella USL Premier Development League con i San Francisco Seals, ha firmato il suo primo contratto da professionista con il Monaco 1860 nel 2007, e trascorse due anni come membro della squadra di riserva del team, ma non ha mai giocato una partita competitiva in prima squadra. Il 14 gennaio 2009 si trasferisce al FC Dallas. Ha fatto il suo debutto in Major League Soccer nella partita inaugurale della stagione il 21 marzo 2009 contro i Chicago Fire, persa 3-1.
Il 2 aprile 2010, il Portland Timbers ha annunciato la sua firma del contratto per la stagione 2010. È stato un giocatore fondamentale per la squadra il primo anno. Ha giocato 24 partite di campionato e fu una figura chiave per aiutare il club ad avere il minor numero di gol in campionato.
Il 14 febbraio 2013 passa ai Chivas USA.

### Nazionale
Durante un'intervista nel blog Nord America, Purdy ha espresso il suo desiderio di giocare per la nazionale di calcio di El Salvador. Nel 2009 l'ex allenatore della nazionale salvadoregna Carlos de los Cobos ha dimostrato molto interesse ad avere Purdy, che è di origine salvadoregna, nella nazionale. La notizia ha creato molte discussioni, specialmente in El Salvador, dove molti pensavano che Purdy aveva poco interesse a giocare per la nazionale salvadoregna. Nonostante ciò, Purdy ha sempre affermato che per lui sarebbe un onore giocare con l'El Salvador, infatti ha guadagnato forza per la possibilità di indossare i colori della divisa salvadoregna, dal momento che José Luis Rugamas, il vice allenatore della nazionale salvadoregna, ha detto che le porte sono aperte per i giocatori stranieri che vogliono far parte della squadra nazionale.
Il 17 marzo 2011, quindi, è stato selezionato dalla nazionale salvadoregna per due amichevoli contro la Giamaica e Cuba.
In data 11 maggio 2011, Purdy ha ricevuto il suo passaporto salvadoregno a Los Angeles. Rubén Israel, il nuovo allenatore di El Salvador, ha già detto pubblicamente che chiamerà Purdy per la CONCACAF Gold Cup 2011.